# Garçon manqué

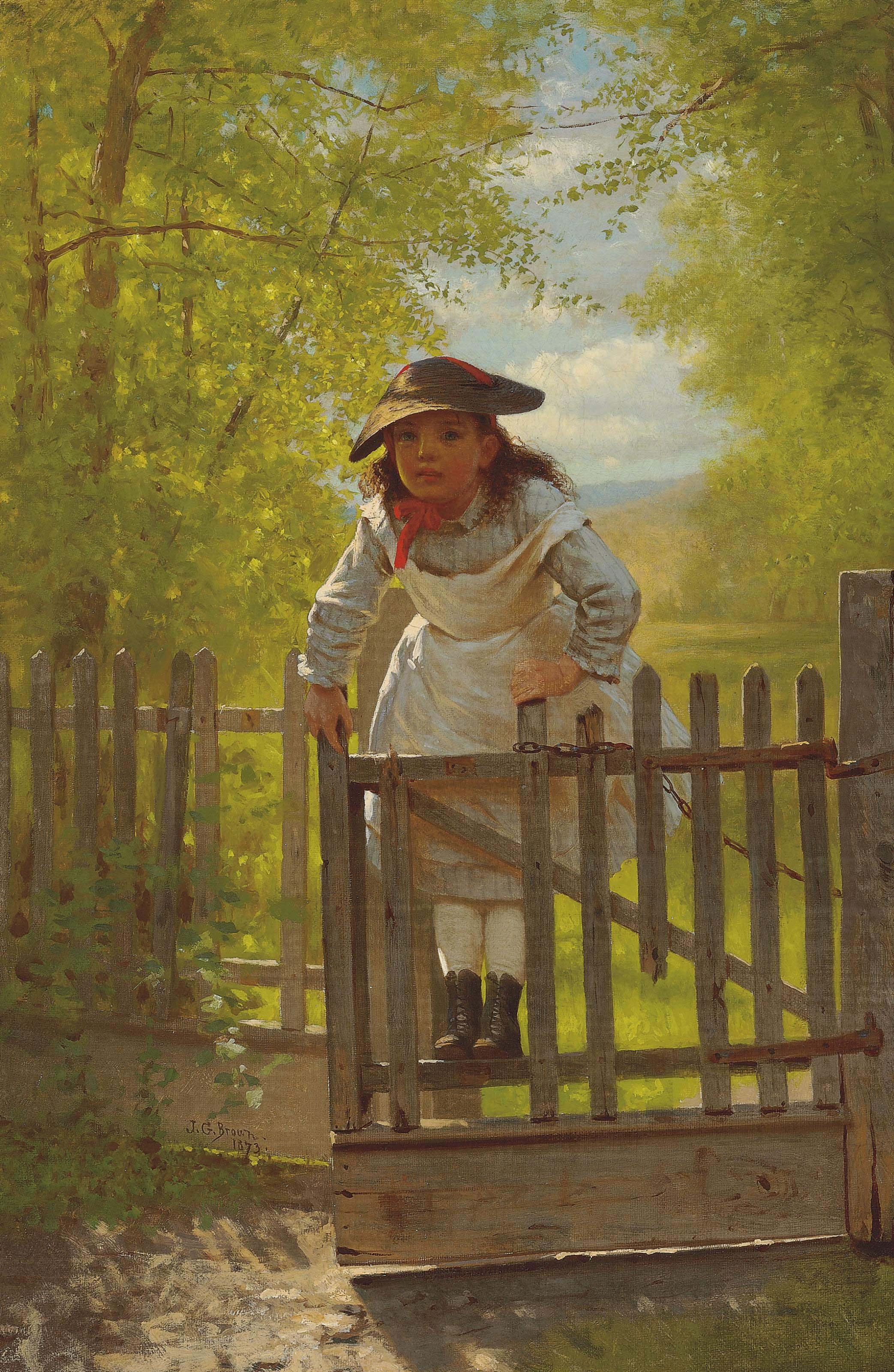
The Tomboy (« Le Garçon manqué »), peinture de John George Brown, 1873.

L’expression « garçon manqué » (ou « garçonne », à distinguer de la notion de garçonne dans la mode historique) désigne une fille qui ressemble à ou adopte des caractéristiques ou des comportements considérés comme typiques d'un garçon,.
Typiquement, cela peut se manifester par un ou plusieurs des comportements suivants :
- le port de vêtements considérés comme masculins ;
- la pratique de sports et d'activités traditionnellement réalisés par les garçons (notamment, les jeux et des activités qui sont de nature physique sont considérés dans beaucoup de cultures comme étant contraires à la féminité ou du domaine des garçons[2]) ;
- un grand intérêt pour la technologie ;
- une préférence pour les amitiés nouées avec des personnes du sexe opposé plutôt que du même sexe.

## Origine du comportement
Il y a peu d'études sur les causes des comportements et des intérêts des femmes qui ne correspondent pas au rôle du genre féminin. Un rapport de l'Avon Longitudinal Study of Parents and Children suggère que la tendance préscolaire de certaines filles à adopter des comportements typiquement masculins, comme jouer avec des jouets généralement préférés par les garçons, est influencée par des facteurs génétiques et prénataux.
Le caractère acquis des personnes considérées comme des filles qui en défient les rôles genrés habituels serait d'ailleurs favorisé par des facteurs hormonaux et par certaines formes d'intersexuation, dont celles qui influencent les taux d'hormones sexuelles et décorrèlent dans leurs formes extrêmes le caryotype sexuel du phénotype (hyperplasie congénitale des surrénales pour des personnes de sexe chromosomique XX qui ont dans certains cas des organes génitaux externes d'apparence ambiguë ou typiquement masculine, syndrome d'insensibilité aux androgènes pour des personnes de sexe chromosomique XY dont les organes génitaux externes peuvent être féminisés, qui sont généralement perçues extérieurement comme des femmes et affirment d'ailleurs plus souvent l'identité de genre correspondante).

## Évolution de la perception
Ce qualificatif se fonde sur des stéréotypes ou des idées reçues, tels que le fait que les filles ne pratiquent pas ou ne seraient pas attirées par certaines activités : sportives (telles que jouer au football), professionnelles ou de loisirs.

### Origines péjoratives
Le terme anglais tomboy, selon l'Oxford English Dictionary (OED), « a eu des connotations de grossièreté et d'inconvenance » tout au long de son utilisation. L'OED date la première utilisation du terme à 1592, mais une utilisation antérieure est enregistrée dans Ralph Roister Doister qui l'estime à 1553, et a été publié en 1567[pas clair].

### Mode de vie sain
Au XIXe siècle, dans la culture américaine, l'utilisation du mot « garçon manqué » a pris le sens d'un code de conduite qui a permis à des jeunes filles de porter des « vêtements convenables » et d’avoir une « alimentation saine ». En raison de l'accent mis sur un mode de vie sain, le tomboyism a rapidement gagné en popularité à cette époque en tant qu'alternative au code de conduite féminin dominant qui limitait les mouvements physiques des femmes.
Dans son livre Women and Economics (en) (1898), l'écrivaine féministe Charlotte Perkins Gilman salue les avantages pour la santé d'être un garçon manqué ainsi que la liberté d'exploration du genre : « pas féminin jusqu'à ce qu'il soit temps de l'être ». En 1915, Joseph Lee, un défenseur des aires de jeux, a estimé que le garçon manqué était une phase cruciale pour le développement physique entre les âges de huit et treize ans.
Le tomboyism (tomboyisme) est resté populaire pendant la Première Guerre mondiale et la Seconde Guerre mondiale dans la société, la littérature et le cinéma américains.
Le professeur de genre Jack Halberstam précise que, bien que défier les rôles de genre soit souvent toléré chez les jeunes filles, les adolescentes qui affichent des traits masculins sont souvent réprimées ou punies.

### Liens supposés avec le lesbianisme
Au cours de l'histoire, le tomboyisme a été perçu comme corrélé au lesbianisme,. Par exemple, les films d'Hollywood présentaient les garçons manqués adultes sous le stéréotype "predatory butch dyke" (gouine butch prédatrice).
Dans un essai, la psychanalyste Dianne Elise a affirmé qu'il y avait plus de lesbiennes parmi les garçons manqués que parmi les femmes plus féminines, et même plus de lesbiennes parmi ces femmes plus masculines que de femmes hétérosexuelles. Cependant, même si certains garçons manqués se découvrent une identité de lesbienne dans leur adolescence ou à l'âge adulte, le comportement typique des garçons affiché par les jeunes filles n'est pas un véritable indicateur de l'orientation sexuelle.
Lynne Yamaguchi et Karen Barber, éditrices de Tomboys! Tales of Dyke Derring-Do, soutiennent que "tomboyhood est beaucoup plus qu'une phase pour beaucoup de lesbiennes", il "semble faire partie de la fondation des adultes que nous sommes". De nombreux contributeurs à Tomboys! ont lié leur auto-identification aux deux figures du garçon manqué et de la lesbienne en se plaçant hors "des limites culturelles du genre".

### Fierté moderne
L'omniprésence de vêtements féminins traditionnels (tels que les jupes et les robes) a diminué dans le monde occidental, où il n'est généralement plus considéré comme un trait masculin de ne pas les porter. Une augmentation de la popularité des événements sportifs de femmes (voir Titre IX) et des autres activités qui étaient traditionnellement dominées par les hommes a élargi la tolérance et réduit la connotation péjorative de garçon manqué.
Le sociologue Barrie Thorne (en) rapporte que « certaines femmes adultes le racontent avec une pointe de fierté comme pour dire : "j'ai été (et suis toujours) active et indépendante ; j'ai maintenu (et je maintiens) ma valeur égale à celle des garçons et des hommes, et j'ai gagné leur respect et leur amitié ; j'ai résisté (et continue de résister) aux stéréotypes de genre" ».